# Claudine Amiel-Tison
Claudine Amiel-Tison, née le 9 septembre 1929 à Soorts-Hossegor et morte le 7 décembre 2013 à Paris, est une pédiatre française, directrice du service néonatal de la maternité Baudelocque de l'Hôpital Port-Royal (Paris) et directrice de recherche à l'INSERM.
Qualifiée de grande dame de la néonatologie française, sa conception de l’évaluation neurologique du nouveau-né et du jeune enfant constitue une référence internationale.
Par une analyse patiente de la sémiologie neurologique, elle a décrit des signes neurocrâniens persistants et précoces qui permettent d’identifier, dès les premiers mois de la vie, les enfants à risque de troubles du développement. Ces signes permettent de faire le lien entre des événements périnataux, les anomalies du développement de la petite enfance et les difficultés d’apprentissage rencontrées à l’âge scolaire.
En élaborant une telle approche, elle a donné aux équipes médicales un outil qui permet un dépistage des anomalies de développement et une prise en charge précoce et ciblée de l’enfant.

## Début de carrière
Claudine Amiel-Tison a été interne puis chef de clinique en pédiatrie des hôpitaux de Paris. Elle a poursuivi sa formation médicale au Presbyterian Medical Center de l'Université de Columbia (New-York), puis au Centre Médical de Stanford (Californie).
Elle rentre en France en 1962 et elle intègre l’unité néonatale du Pr Alexandre Minkowski de la maternité de l’hôpital Port-Royal, dirigée alors par le Professeur Jacques Varangot.

## Evolution de carrière
Claudine Amiel-Tison se passionne et se consacre dès lors à une discipline médicale naissante : la neurologie du nouveau-né. À partir de 1968 elle accède à la direction du service néonatal de la maternité Baudelocque de Port-Royal.
En 1975 elle publie en collaboration avec Jacques Varangot, Roger Henrion et Emile Papiernik, le mémoire La souffrance cérébrale du nouveau-né à terme. Causes et devenir.
À partir d’une enquête réalisée sur 65 enfants nés à terme et ayant présentés des signes neurologiques, même lorsque le coefficient d’APGAR était satisfaisant, l’équipe scientifique a identifié pour 45 d’entre eux une triade de facteurs obstétricaux : anomalies de la présentation (notamment en occipito-postérieure), anomalies dynamiques du travail et épreuves du travail. L’équipe s’interroge également sur le fait que les bébés traumatisés obstétriques survivants ne soient comptabilisés par aucunes statistiques alors que les bébés décédés le sont.
En 1977 elle publie en collaboration avec J.Varangot, R.Henrion, M-T.Esque-Vaucouloux (Université de Barcelone), J.Goujard (INSERM), G.Firtion et C.Tchobroutsky l'étude clinique La souffrance cérébrale du nouveau-né à terme. Résultats d’une enquête prospective.
À partir d’une enquête prospective poursuivie durant 15 mois à la maternité de Port-Royal l’équipe scientifique est parvenue à identifier certaines situations obstétricales constituant des facteurs de signes de souffrance cérébrale constatées chez 88 nouveau-nés dans la période néonatale : faux travail, dystocie fonctionnelle, travail long, épreuve de travail trop prolongée, constitution d’une bosse séro-sanguine, primiparité, présentation en occipito-postérieure droite.
En 1977 également, Claudine Amiel-Tison a participé au symposium scientifique « Coûts de la prévention du handicap mental majeur », organisé par la fondation CIBA et qui s’est tenu à Londres. Elle y a présenté sa publication « Une méthode pour l’évaluation neurologique au cours de la première année de vie : expérience avec des nouveau-nés à terme traumatisés de naissance. »
Dans sa conclusion elle indique qu'avec des soins appropriés tels la surveillance par monitoring cardiaque du fœtus, les asphyxies ou les compressions de tête prolongées pourraient être évitée dans la plupart des cas durant les accouchements dysfonctionnels. Elle ajoute qu'une évaluation neurologique devrait être ajoutée aux données périnatales, ce qui pourrait permettre d’identifier un groupe à hauts risques. Le nombre de décès intrapartum additionné au nombre d’enfants sévèrement handicapés est insuffisant pour apporter une image précise de l’évaluation des pratiques obstétriques. Pour une évaluation continue années après années de l’adéquation de l’obstétrique, une évaluation neurologique de chaque nouveau-né est nécessaire et ce peu importe le score d’Apgar.
En 1978 elle participe à la 1ère journée du Collège National des Gynécologues Obstétriciens Français (CNGOF) et y présente sa publication Quelques accidents périnatals évitables.
Elle y traite de la prévention des lésions cérébrales au cours de l’accouchement, des situations à risques et des progrès accomplis. Elle indique notamment que la dystocie apparait particulièrement élevée en cas de présentation postérieure et que parallèlement du côté néonatal, il apparait un déplacement des états de souffrance sévère vers les états de souffrance plus modérée mais pouvant entrainer des séquelles. Elle expose également son travail sur la prévention des accidents infectieux périnatals.
En 1986 Claudine Amiel-Tison participe à la conférence internationale Comité sur la mortalité et la morbidité périnatale organisée par l’International Society of Gynaecology and Obstetric (FIGO). Elle y présente sa publication « Morbidité neurologique de l’enfant à terme comme indicateur du niveau des pratiques obstétriques. »
Elle indique qu’une détection minutieuse de la disproportion fœto-pelvienne (DCP) par évaluation clinique, radiologique et échographique est un progrès parmi les plus importants de l'obstétrique, et qu’une césarienne élective est plus sûre pour la mère qu’une césarienne en urgence.
En 1987 elle participe au 2e meeting de l’European Association of Gynaecologist and Obstetricians. Durant la session Aperçu du risque périnatal, elle présente sa publication Handicap cérébral chez le nouveau-né à terme relié a une grossesse tardive et/ou à l’accouchement.
En 1999 elle fonde l'APECADE (Association pour la Prise En Charge des Anomalies de Développement de l’Enfant) avec Françoise Lebrun (pédiatre) et Evelyne Soyez (kinésithérapeute-ostéopathe).
En 2010, elle signe avec le docteur Bernard Seguy un tribune dans laquelle ils critiquent les critères élaborés en 2003 par l'International Task Force on Cerebral Palsy pour caractériser les atteintes neurologiques du fœtus durant l'accouchement. Appliqués à la lettre lors de contentieux obstétrico-légaux, ces critères permettent à certains experts ou médecins-conseils des assurances d'éliminer toute cause intra-partum. Ils affirment qu'il y a des limites déontologiques et éthiques à ne pas dépasser afin que les enjeux financiers ne dominent pas le débat au détriment de la vérité des faits et de la juste indemnisation des victimes.
En 2018 le CHU de Tours lui rend hommage en nommant à son nom sa nouvelle unité de néonatologie. Selon Dominique Saillant, chef du service, ce nom était une évidence. Un portrait réalisé par le sculpteur Michel Audiard orne l'entrée du bâtiment.

## Distinctions
- Chevalière de la Légion d'honneur

En 2008 Claudine Amiel-Tison a été décorée du titre de Chevalier de la Légion d'honneur.

## Œuvre scientifique

### Publications
1969 : Cerebral damage in full-term newborn. Aetilogical factors, neonatal status and long term follow-up. Biologia Neonatorum. Volume 14. 234-250.
1970 : La réanimation néonatale. Progrès en obstétrique. Edition Flammarion.
1973 : Neurologic disorders in neonates associated with abnormalities of pregnancy and birth. Curr Probl. Pediatr. Volume 3. 3-37.
1975 : Neurologic evaluation of the small neonate, the importance of head straightening reactions. Modern Perinatal Medicine. 347-357. Year Book Medical Publishers.
1976 : A method for neurologic evaluation within the first year of life. Curr.Probl. Pediatr. Volume 7. 1-50.
1977 : A method for neurologic evaluation within the first year of life. Film produced by Health science Communication Center. Case Western Reserve University of Cleveland.
1978 : A method for neurological evaluation within the first year of life : experience with full-term newborn infants with birth injury. Edition Elsevier-Excerpta Medica-North Holland.
1978 : Quelques accidents périnatals évitables. 1ère Journées du Collège National des Gynécologues et Obstétriciens Français. Journal de Gynécologie-Obstétrique et de Biologie de la Reproduction. Volume 7. 596-604.
1997 : L'infirmité motrice d'origine cérébrale. Edition Masson.
1999 : Neurologie périnatale. Edition Masson.
2002 : Neurologie périnatale. Edition Masson.
2004 : L'infirmité motrice d'origine cérébrale. Edition Masson.
2005 : Neurologie périnatale. Edition Masson.

### Directions de publications
2002 : Pédiatrie en maternité. Réanimation en salle de naissance.
2005 : Protocoles cliniques en obstétrique. Edition Masson.
2008 : Démarche clinique en neurologie du développement. Edition Masson.
2008 : Pédiatrie en maternité. Réanimation en salle de naissance. Edition Elsevier-Masson.
2008 : Protocoles cliniques en obstétrique. Edition Masson.
2010 : Sortie de maternité et retour à domicile du nouveau-né. Edition Elsevier-Masson.
2013 : Protocoles cliniques en obstétrique. Edition Elsevier-Masson. 

### Collaborations
1973 : The follow-up of infants presenting neurological abnormalities in the first days of life. En collaboration avec H.Brossart, J-M.Cruz, A.Huber, L-S.Prod'Hom, J.SIistek. Perinatal Medicine. Huber, Bern. 207-218.
1975 : La souffrance cérébrales du nouveau-né à terme. Causes et devenir. En collaboration avec J.Varangot, R.Henrion, E.Papiernik. La Nouvelle Presse Médicale.
1977 : Pédiatrie pratique. En collaboration avec R.Perelman, C.Attal, J-C.Desbois. Edition Maloine.
1977 : La souffrance cérébrale du nouveau-né à terme. Résultats d’une enquête prospective. En collaboration avec  J.Varangot, R.Henrion, M-T.Esque-Vaucouloux (Université de Barcelone), J.Goujart (INSERM), G.Firtion et C.Tchobroutsky. Journal de Gynécologie-Obstétrique et de Biologie de la Reproduction. Volume 6. 971-989.
1977 : Neck extensor hypertonia : a clinical sign of insult to the central nervous system of the newborn. En collaboration avec R.Korobkin, M-T.Esque-Vaucouloux. Early Hum Dev 1(2). 181-190.
1979 : Birth injury as a cause of brain dysfunction in full-term newborns. En collaboration avec R.Korobkin, C.Guilleminault. Advances in perinatal neurology. Spectrum. 57-83.
1980 : Evolution de la pathologie cérébrale du nouveau-né à terme. En collaboration avec C.Dalisson, R.Henrion. Archives Française de Pédiatrie. Volume 37. 87-92.
1980 : ABC de médecine néonatale. En collaboration avec F.Lebrun. Edition Masson.
1980 : Évaluation neurologique du nouveau-né et du nourrisson. En collaboration avec A.Grenier. Edition Masson.
1982 : A new neurologic and adaptative capacity scoring system for evaluating obstetric medication in full-term newborns. En collaboration avec G.Barrier, S-M.Shnider, G.Levinson, S-C.Hughues, S-L.Stefani. J Anesthsiol. Volume 56. 340-350.
1983 : Outcome at age five years of full-term infants with transiant neurologic abnormalities int the first year of life. En collaboration avec R.Dube, M.Garel, J-C.Jequier. Intensive care of the newborn. Volume 4. 247-258. Edition Masson.
1984 : La surveillance neurologique au cours de la première année de la vie. En collaboration avec A.Grenier. Edition Masson.
1985 : Pédiatrie pratique : périnatologie. En collaboration avec J-C.Desbois et R.Perelman. Edition Maloine.
1986 : Birth asphyxia in the full-term newborn. Early assessment and outcome. En collaboration avec P.Ellison. Dev Med Child Neurology. Tome 28. 671-682.
1986 : Neurological assessment during the first year of life. En collaboration avec A.Grenier. Oxford University Press.
1994 : The newborn infant : one brain for life. En collaboration avec A.Stewart. Edition INSERM.
1995 : L'enfant nouveau-né : un cerveau pour la vie. En collaboration avec A.Stewart. Edition INSERM.
1996 : Comment nourrir votre bébé ? En collaboration avec F.Lebrun et S.Leger. Edition Diepal.
2004 : Est-ce ainsi que les enfants naissent ? En collaboration avec A.Grenier. Edition R.Lafont.
2004 : Démarche clinique en neurologie du développement. En collaboration avec J.Gosselin. Edition Masson.
2006 : Prévenir le risque juridique en obstétrique. En collaboration avec B.Seguy, S.Bouvet, F.Lebrun, C.Racinet, G.Viguier. Edition Masson.
2008 : Place de l'ostéopathie dans la correction des déformations crâniennes du nouveau-né et du jeune enfant. En collaboration avec E.Soyez-Papiernik. Edition Elsevier-Masson.
2010 : Pathologie neurologique périnatale et ses conséquences. En collaboration avec J.Gosselin. Edition Elsevier-Masson.
2010 : IMOC et justice. Les limites à ne pas dépasser (à propos des discussions sur l'imputation d'une IMOC à une hypoxie intra-partum. En collaboration avec B.Seguy. Médecine & Droit 111-116.

### Interventions à des conférences et symposiums
1978 : CIBA Foundation Symposium. Major mental handicap : methods and costs of prevention. A method for neurological evaluation within the first year of life : experience with full-term newborn infants with birth injury. Edition Elsevier-Excerpta Médical-North Holland.
1978 : 1ère Journées du Collège National des Gynécologues et Obstétriciens Français. Quelques accidents périnatals évitables. Journal de Gynécologie-Obstétrique et de Biologie de la Reproduction. Volume 7. 596-604.
1985 : 15èmes Journées Nationales de Médecine Périnatale. Sécurité de la naissance à terme et taux de césarienne. En collaboration avec F.Lebrun, D.Cabrol.
1986 : FIGO Perinatal events and brain damage in surviving children. Neurological morbidity of term infants as an indicator of safe obsterical practice. Edition Springler-Verlag.
1988 : European Association of Gynaecologists and Obstetricians. 2nd meeting. Cerebral handicap in full-term newborns related to late pregnancy and/or labor. Edition Elsevier.
1988 : Antenatal and perinatal causes of handicap. Cerebral handicap in full-term neonates related to the mechanical forces of labour. En collaboration avec C.Sureau, S-M.Shnider. Edition Baillière-Tindall.